# 1429-1420 v.Chr.
De jaren 1429-1420 v.Chr. (van de christelijke jaartelling) zijn een decennium in de 15e eeuw v.Chr..

## Gebeurtenissen

### Egypte
- 1428 v.Chr. - Koning Thoetmosis III benoemt zijn zoon Amenhotep II tot mederegent.
- 1425 v.Chr. - Na de dood van Thoetmosis III, wordt koning Amenhotep II (1428 - 1397 v.Chr.) de zevende farao van de 18e dynastie van Egypte.
- 1422 v.Chr. - Amenhotep II begint een veldtocht om een opstand in de Levant te onderdrukken.
- 1421 v.Chr. - Amenhotep II rukt op naar de Syrische grens en er ontstaat een militair conflict om Karchemish.
- 1420 v.Chr. - Amenhotep II laat de steengroeven van Tura heropenen.
- Aziatische invloed en de invoer van grondstoffen uit het buitenland, tin uit Syrië en koper uit Cyprus.

### Kreta
- 1425 v.Chr. - Het paleis van Knossos wordt verwoest door een hevige brand, als gevolg van een mislukte opstand tegen de Myceners.

## Geboren
- ca. 1428 v.Chr. : Amenhotep III, farao van Egypte (ca. 1388-1351 v.Chr.)

## Overleden
- 1425 v.Chr. : Thoetmosis III, farao van Egypte (ca. 1479-1425 v.Chr.)

1499-1490 · 1489-1480 · 1479-1470 · 1469-1460 · 1459-1450 · 1449-1440 · 1439-1430 · 1429-1420 · 1419-1410 · 1409-1400 · >>